# Ulhasnagar
Ulhasnagar è una suddivisione dell'India, classificata come municipal corporation, di 472.943 abitanti, situata nel distretto di Thane, nello stato federato del Maharashtra. In base al numero di abitanti la città rientra nella classe I (da 100.000 persone in su).

## Geografia fisica
La città è situata a 19° 13' 0 N e 73° 9' 0 E e ha un'altitudine di 18 m s.l.m..

## Società

### Evoluzione demografica
Al censimento del 2001 la popolazione di Ulhasnagar assommava a 472.943 persone, delle quali 251.610 maschi e 221.333 femmine. I bambini di età inferiore o uguale ai sei anni assommavano a 57.681, dei quali 30.517 maschi e 27.164 femmine. Infine, coloro che erano in grado di saper almeno leggere e scrivere erano 357.415, dei quali 201.633 maschi e 155.782 femmine.